# Lucjan Gąsiorowski
Lucjan Gąsiorowski (ur. 15 września 1896 w Nunie, zm. 1955 tamże) – polski rolnik, Sprawiedliwy wśród Narodów Świata

## Życiorys
Lucjan Gąsiorowski miał czterech synów z małżeństwa z Anną Gąsiorowską z domu Ziółkowską: Czesława, Wojciecha, Eustachiusza (znanego też jako Staśka), a także Jana. Piąty syn zginął w wypadku. W drugiej połowie 1944 r. Lucjan Gąsiorowski razem z żoną Anną przygarnęli tułającą się od dwóch lat po okolicznych wsiach dziesięcioletnią Dobę Drezner z Serocka zbiegłą z warszawskiego i legionowskiego getta. Doba, zwana odtąd Danutą, pozostała w schronieniu u Gąsiorowskich do zakończenia działań wojennych. W obawie przed surowymi sankcjami za udzielanie pomocy Żydom, Gąsiorowscy ukrywali pochodzenie Doby w ukryciu nawet przed swoimi synami. Lucjan i Anna zapoznali dziewczynę z wiarą chrześcijańską i zabierali ją na nabożeństwa religijne w nasielskim kościele. Dziewczyna pomagała w pracach w gospodarstwie Gąsiorowskich. Gdy w październiku 1945 r. Nuna znalazła się w strefie frontowej, rodzina Gąsiorowskich znalazła się w strefie zagrożenia. W styczniu 1945 r. Gąsiorowscy ukrywali się przez dwa dni w Nunie przed ostrzałem w piwnicy na ziemniaki. W 1946 r. Doba Danusia opuściła Gąsiorowskich bez pożegnania i skierowała się do Legionowa, gdzie nie znalazłszy ojca skierowała się do Warszawy, a stamtąd została skierowana do żydowskiego sierocińca w Otwocku, później do Częstochowy i w 1948 r. do Krakowa, gdzie odnalazła ją mieszkająca w Nowym Jorku rodzina, która w 1949 r. przetransportowała Dobę do Stanów Zjednoczonych. 
19 kwietnia 2015 r. Instytut Jad Waszem uznał pośmiertnie Lucjana Gąsiorowskiego za Sprawiedliwego wśród Narodów Świata. Odznaczenie odebrał jego syn, Eustachiusz Gąsiorowski wspólnie ze swoją córką Mariolą Wyszyńską w lutym 2020 r.